# Policarpo Cía
Policarpo Cía y Francés (* Pamplona, Navarra (España); 1817 – † Tudela, Navarra (Id); 1867), ingeniero de minas español.

## Trabajo
Salió de la Escuela especial en 1839, con el título de aspirante y fue destinado a las minas de Almadén, en las que construyó un arco de 20 metros de luz, que lleva su nombre; de allí pasó a Linares como ayudante primero del cuerpo y (1846) como inspector del distrito a Puerto-Príncipe (Cuba), habiendo hecho previamente un viaje a las minas de Swansea (Reino Unido) para estudiar los métodos empleados para beneficiar el cobre.
Profesor de escuela (1849) regresó a la Península y a poco se le confirió la misión de recorrer y estudiar las minas del Norte de Europa. A su regreso obtuvo la dirección de la mina La suerte, una de las más ricas de Hiendelaencina, donde implantó el aprovechamiento de las tierras pobres en plata, sometiéndolas a la perforación mecánica húmeda.
Director de la escuela en 1862, ascendió en este mismo año a inspector de segunda clase de su cuerpo, pasando como vocal a la Junta Superior Consultiva. A causa de su delicado estado de salud se jubiló en 1863 con honores de inspector general.

## Cargos
- Director de la "Escuela Universitaria Politécnica" de Almadén entre 1841 a 1843.

## Obra
- Memorias e informes en: 
  - "Boletín oficial de Minas",
  - "Anales de la Junta de Fomento"
  - "La Revista minera"
- Obra "Observaciones geológicas de una gran parte de la isla de Cuba" (Madrid, 1854)